# Фагоцитоз

Фагоцитоз

Фагоцито́з (від грец. φάγος «пожирач» і грец. κύτος «оболонка, вмістище, клітина») — активне захоплення i поглинання мікроскопічних сторонніх об'єктів (бактерії, фрагменти клітин) і твердих частинок одноклітинними організмами або деякими клітинами багатоклітинних тварин.
Явище фагоцитозу виявив і дослідив І. І. Мечніков (1882)[джерело?].
Активно фагоцитують також ооцити деяких тварин, клітини плаценти, клітини, які вистеляють порожнини тіла, пігментний епітелій ока.
Фагоцитоз складається з послідовних стадій: наближення об'єкта фагоцитозу фагоцита, атракції — розташування об'єкта на поверхні фагоцитуючої клітини, поглинання і перетравлення поглиненого об'єкта.
У процесі фагоцитозу активна роль належить клітинній мембрані, яка обволікає часточку, що фагоцитується, і втягує її вглибину цитоплазми з утворенням фагосоми. З лізосом клітини до фагосом надходять гідролітичні ферменти, які перетравлюють поглинуту часточку. Неперетравлені рештки можуть лишатись у клітині довгий час. Фагоцитоз відіграє важливу роль, головним чином, при запаленні, загоєнні ран, як фактор неспецифічного імунітету.